# Hermann-Löns-Blätter
Die Hermann-Löns-Blätter sind laut ihrem Untertitel die Mitteilungen des Verbandes der Hermann-Löns-Kreise in Deutschland und Österreich e.V. (Löns-Verband) des Verbandes der Hermann-Löns-Kreise in Deutschland und Österreich. Die vierteljährlich erscheinende Druckschrift wurde seit 1968 herausgegeben, anfangs in Münster, zeitweilig in Hannover bei Dreeßen, von 1984 bis 2004 in Walsrode und seitdem in Leer.
Das 1981 doppelt gezählte und abweichend Der Hermann-Löns-Kreis betitelte Blatt mit der IDN 01294131X erschien 2007 auch online.